# Metaphycus hemilecanii
Metaphycus hemilecanii är en stekelart som beskrevs av Compere 1940. Metaphycus hemilecanii ingår i släktet Metaphycus och familjen sköldlussteklar.
Artens utbredningsområde är Kenya. Inga underarter finns listade i Catalogue of Life.